# بيورن نيلسون
بيورن نيلسون (بالسويدية: Björn Nilsson)‏ (8 أبريل 1960 بمالمو في السويد - ) هو لاعب كرة قدم سويدي في مركز الوسط. شارك مع منتخب السويد لكرة القدم. أما مع النوادي، فقد لعب مع نادي مالمو ونادي يانغ بويز وFC Monthey ‏ ونادي لاندسكرونا ‏.

## مسيرته الكروية
لعب بيورن نيلسون خلال مسيرته الاحترافية مع 4 أندية في سبعة عشر موسمًا وسجل خلالها 62 هدفًا ضمن 291 مباراة. حيث فاز في أربعة مواسم بالكأس وفي موسم واحد بالدوري.
خاض بيورن نيلسون مسيرته مع نادي مالمو في موسم 1979 ليلعب معه ثمانية مواسم، مشاركًا في 133 مباراة سجل خلالها 28 هدفًا. ثم انتقل إلى نادي يانغ بويز في موسم 1986–87 ليلعب معه خمسة مواسم، حيث شارك في 107 مباراة سجل خلالها 24 هدفًا. لينتقل بعدها إلى FC Monthey ‏ في موسم 1991–92 ولمدة موسمين، مشاركًا في 29 مباراة سجل خلالها 9 أهداف. ثم انتقل إلى نادي لاندسكرونا ‏ في عامي 1993-1995 ولمدة موسمين، مشاركًا في 22 مباراة سجل خلالها هدفًا واحدًا.

## وصلات خارجية
- بيورن نيلسون على موقع قاعدة بيانات كرة القدم.إي يو (الإنجليزية)
- بيورن نيلسون على موقع ناشيونال فوتبول تيمز (الإنجليزية)